# Олімпійський (хмарочос)
Торговельно-офісний і житловий комплекс «Олімпійський» — 30-поверховий хмарочос в Києві по Великій Васильківській вулиці, 72. Висота споруди становить 105 метрів.

## Характеристики
- Корпус складається із дво-, три та чотирикімнатних квартир, житлова зона займає 28 поверхів.
- Під будинком розташований підземний 4-рівневий паркінг.
- У комплексі «Олімпійський» вбудовані сучасні безшумні швидкісні ліфти, ескалатори, система клімат-контролю, автономні пристрої тепло-, водо- та енергопостачання.
- На 4 поверсі розташована зона відпочинку.
- Торговий комплекс займає чотири поверхи будівлі і налічує понад 200 магазинів, загальної площі 15 000 м².
- офіційний сайт комплексу